# Alsen
Alsen è un centro abitato (city) degli Stati Uniti d'America, situato nella Contea di Cavalier nello Stato del Dakota del Nord. Nel censimento del 2000 la popolazione era di 68 abitanti. La città è stata fondata nel 1905.

## Geografia fisica
Secondo i rilevamenti dell'United States Census Bureau, la località di Alsen si estende su una superficie di 77,4 km², dei quali 76,0 km² sono occupati da terre, mentre 1,4 km² dalle acque.

## Popolazione
Secondo il censimento del 2000, ad Alsen vivevano 68 persone, ed erano presenti 19 gruppi familiari. La densità di popolazione era di 0,9 ab./km². Nel territorio comunale si trovavano 45 unità edificate. Per quanto riguarda la composizione etnica degli abitanti, il 97,06% era bianco e il 2,94% apparteneva a due o più razze. La popolazione di ogni razza ispanica corrispondeva all'1,47% degli abitanti.
Per quanto riguarda la suddivisione della popolazione in fasce d'età, il 32,4% era al di sotto dei 18, il 2,9% fra i 18 e i 24, il 27,9% fra i 25 e i 44, il 23,5% fra i 45 e i 64, mentre infine il 13,2% era al di sopra dei 65 anni di età. L'età media della popolazione era di 41 anni. Per ogni 100 donne residenti vivevano 106,1 maschi.